# Darley Arabian
Darley Arabian è uno stallone purosangue arabo che viene considerato uno dei tre capostipiti all'origine della razza Purosangue inglese, gli attuali cavalli da corsa.

## Storia
Darley Arabian venne acquistato nel 1704 ad Aleppo in Siria da Thomas Darley, un nobile la cui famiglia cercava un cavallo da corsa. Lo stallone baio bruno sarebbe stato scambiato con un fucile di cui il proprietario del cavallo si era invaghito. Chiamato originariamente Mannika, il cavallo venne ribattezzato in modo da portare il nome del nuovo proprietario.
Ottenne innumerevoli successi in competizioni in Inghilterra e fu l'antenato di un altro grande campione: Eclipse (1764). Quest'ultimo resterà imbattuto negli ippodromi e fu uno dei tre primi stalloni Purosangue inglese (con Matchem e Herod) che vennero iscritti nello stud book della razza, quando questo venne creato, nel 1793.